# Saison NBA Development League 2016-2017
Navigation
Saison 2015-2016 Saison 2017-2018
La saison NBA Development League 2016-2017 est la 16e saison de la NBA Development League, la ligue mineure de la National Basketball Association (NBA). C'est la dernière saison avant que la ligue ne change de nom pour devenir la NBA G League dans le cadre d'un partenariat pluriannuel avec Gatorade. 
Les Raptors 905 remportent le titre de champion,  en s'imposant en finale face aux Vipers de Rio Grande Valley.

## Changements dans la ligue
La ligue a atteint un nombre record de 22 équipes pour la saison 2016-2017. Trois équipes d’expansion ont été présentées cette saison (Swarm de Greensboro, Nets de Long Island et Bulls de Windy City), chacune étant affiliée à une équipe de la NBA. 
En plus de ces trois nouvelles équipes, les Jam de Bakersfield ont été achetées par leur filiale de 2015-2016, les Suns de Phoenix, et ont déménagé pour devenir les Suns de Northern Arizona. 
Le Stampede de l'Idaho, qui appartenait déjà au Jazz de l'Utah, a également été déplacé et est devenu les Stars de Salt Lake City. 
Les Bighorns de Reno ont été achetés par leur filiale NBA, les Kings de Sacramento juste avant le début de la saison. 
L’ajout des trois équipes, ainsi que les achats des équipes existantes, a laissé seulement huit équipes NBA sans une équipe affiliée de D League et seulement sept équipes de D League non détenues par une équipe de la NBA.

## Saison régulière

### Conférence Est

#### Division Atlantique
| Équipe                 | V  | D  | PCT  | GB | Dom.  | Ext.  |
| ---------------------- | -- | -- | ---- | -- | ----- | ----- |
| x – Red Claws du Maine | 29 | 21 | 58 % | 0  | 15–10 | 14–11 |
| 87ers du Delaware      | 26 | 24 | 52 % | 3  | 15–10 | 11–14 |
| Knicks de Westchester  | 19 | 31 | 38 % | 10 | 12–13 | 7–18  |
| Swarm de Greensboro    | 19 | 31 | 38 % | 10 | 13–12 | 6–19  |
| Nets de Long Island    | 17 | 33 | 34 % | 12 | 10–15 | 7–18  |
| BayHawks d'Erie        | 14 | 36 | 28 % | 15 | 9–16  | 5–20  |

#### Division Centrale
| Équipe                     | V  | D  | PCT  | GB | Dom.  | Ext.  |
| -------------------------- | -- | -- | ---- | -- | ----- | ----- |
| x – Raptors 905            | 39 | 11 | 78 % | 0  | 18–7  | 21–4  |
| x – Mad Ants de Fort Wayne | 30 | 20 | 60 % | 9  | 16–9  | 14–11 |
| x – Charge de Canton       | 29 | 21 | 58 % | 10 | 17–8  | 12–13 |
| Drive de Grand Rapids      | 26 | 24 | 52 % | 13 | 15–10 | 11–14 |
| Bulls de Windy City        | 23 | 27 | 46 % | 16 | 15–10 | 8–17  |

### Conférence Ouest

#### Division Sud-Ouest
| Équipe                          | V  | D  | PCT  | GB | Dom.  | Ext.  |
| ------------------------------- | -- | -- | ---- | -- | ----- | ----- |
| x – Blue d'Oklahoma City        | 34 | 16 | 68 % | 0  | 19–6  | 15–10 |
| x – Vipers de Rio Grande Valley | 32 | 18 | 64 % | 2  | 19–6  | 13–12 |
| Skyforce de Sioux Falls         | 29 | 21 | 58 % | 5  | 16–9  | 13–12 |
| Spurs d'Austin                  | 25 | 25 | 50 % | 9  | 13–12 | 12–13 |
| Legends du Texas                | 25 | 25 | 50 % | 9  | 14–11 | 11–14 |
| Energy de l'Iowa                | 12 | 38 | 24 % | 22 | 6–19  | 6–19  |

#### Division Pacifique
| Équipe                       | V  | D  | PCT  | GB | Dom.  | Ext.  |
| ---------------------------- | -- | -- | ---- | -- | ----- | ----- |
| x – D-Fenders de Los Angeles | 34 | 16 | 68 % | 0  | 16–9  | 18–7  |
| x – Warriors de Santa Cruz   | 31 | 19 | 62 % | 3  | 18–7  | 13–12 |
| Suns de Northern Arizona     | 22 | 28 | 44 % | 12 | 14–11 | 8–17  |
| Bighorns de Reno             | 21 | 29 | 42 % | 13 | 12–13 | 9–16  |
| Stars de Salt Lake City      | 14 | 36 | 28 % | 20 | 7–18  | 7–18  |

## Playoffs
|  | Demi-finales de conférence | Demi-finales de conférence | Demi-finales de conférence |                          |                       | Finale de conférence | Finale de conférence | Finale de conférence |  |  | Finale | Finale      | Finale |
|  |                            |                            |                            |                          |                       |                      |                      |                      |  |  |        |             |        |
|  | E1                         | Raptors 905                | 2                          |                          |                       |                      |                      |                      |  |  |        |             |        |
|  | E4                         | Canton Charge              | 0                          |                          |                       |                      |                      |                      |  |  |        |             |        |
|  | E4                         | Canton Charge              | 0                          |                          | E1                    | Raptors 905          | 2                    |                      |  |  |        |             |        |
|  | Conférence Est             |                            |                            |                          | E1                    | Raptors 905          | 2                    |                      |  |  |        |             |        |
|  |                            | E2                         | Maine Red Claws            | 0                        |                       |                      |                      |                      |  |  |        |             |        |
|  | E2                         | E2                         | Maine Red Claws            | 0                        | Maine Red Claws       | 2                    |                      |                      |  |  |        |             |        |
|  | E2                         |                            |                            |                          | Maine Red Claws       | 2                    |                      |                      |  |  |        |             |        |
|  | E3                         | Fort Wayne Mad Ants        | 1                          |                          |                       |                      |                      |                      |  |  |        |             |        |
|  |                            |                            |                            |                          |                       |                      |                      |                      |  |  | E1     | Raptors 905 | 2      |
|  |                            |                            | 03                         | Rio Grande Valley Vipers | 1                     |                      |                      |                      |  |  |        |             |        |
|  | O1                         | Oklahoma City Blue         | 2                          |                          |                       |                      |                      |                      |  |  |        |             |        |
|  | O4                         | Santa Cruz Warriors        | 1                          |                          |                       |                      |                      |                      |  |  |        |             |        |
|  | O4                         | Santa Cruz Warriors        | 1                          |                          | O1                    | Oklahoma City Blue   | 1                    |                      |  |  |        |             |        |
|  | Conférence Ouest           |                            |                            |                          | O1                    | Oklahoma City Blue   | 1                    |                      |  |  |        |             |        |
|  |                            | O3                         | Rio Grande Valley Vipers   | 2                        |                       |                      |                      |                      |  |  |        |             |        |
|  | O2                         | O3                         | Rio Grande Valley Vipers   | 2                        | Los Angeles D-Fenders | 1                    |                      |                      |  |  |        |             |        |
|  | O2                         |                            |                            |                          | Los Angeles D-Fenders | 1                    |                      |                      |  |  |        |             |        |
|  | O3                         | Rio Grande Valley Vipers   | 2                          |                          |                       |                      |                      |                      |  |  |        |             |        |

MVP des Finales : Pascal Siakam (Raptors 905)

## Récompenses
MVP de la saison régulière : Vander Blue (D-Fenders de Los Angeles)
Rookie de l'année : Abdel Nader (Red Claws du Maine)
Défenseur de l'année : Walter Tavares (Raptors 905)
Joueur d'impact de l'année : John Holland (Charge de Canton)
Joueur ayant le plus progressé : Devondrick Walker (Knicks de Westchester)
Prix Jason Collier pour l'esprit sportif : Keith Wright (Knicks de Westchester)
Entraîneur de l'année : Jerry Stackhouse (Raptors 905)
Dirigeant de l'année :
- Chris Murphy (Warriors de Santa Cruz) – opérations d'affaires
- Mike Gansey (en) (Charge de Canton) – opérations d'équipe

MVP du All-Star D-League : : Quinn Cook (Charge de Canton)
| All-NBA D-League First Team : - Quinn Cook (Charge de Canton) - Vander Blue (D-Fenders de Los Angeles) - Keith Benson (Skyforce de Sioux Falls) - Dakari Johnson (Blue d'Oklahoma City) - Walter Tavares (Raptors 905) | All-NBA D-League Second Team : - Josh Magette (D-Fenders de Los Angeles) - Briante Weber (Skyforce de Sioux Falls) - Abdel Nader (Red Claws du Maine) - Alex Poythress (Mad Ants de Fort Wayne) - Shawn Long (87ers du Delaware) | All-NBA D-League Third Team : - Marcus Georges-Hunt (Red Claws du Maine) - Axel Toupane (Raptors 905) - John Holland (Charge de Canton) - Jalen Jones (Red Claws du Maine) - Eric Moreland (Charge de Canton) |